# Irini Mouchou
Irini Mouchou (em grego, Ειρήνη Μούχου: Mytilene, 7 de janeiro de 1987) é uma triatleta grega.
Irini Mouchou representa seu país no circuito da ITU, sendo campeã europeia júnior e campeã nacional.